# Licja
Licja, Likia (łac. Lycia, gr. Λυκία Lykía) – kraina znajdująca się w południowo-zachodniej części Azji Mniejszej w dzisiejszej Turcji, na południowo-zachodnich terenach prowincji Antalya. Licja jest otoczona przez trzy duże łańcuchy górskie: dwa należące do gór Taurus i jeden, największy o nazwie Bey Daglari. Licja to głównie górskie doliny oraz równiny przy wybrzeżach. W starożytności centrum Licji stanowiła szeroka dolina rzeki Ksantos (dawniej Sibris), gdzie powstały główne miasta Ksantos, Tlos, Patara, Pinara.

## Historia
Spokrewnieni zapewne z Hetytami i posługujący się własnym językiem Licyjczycy osiedlili się na półwyspowym obszarze ok. 1400 p.n.e. Pierwsze wzmianki o mieszkańcach tej krainy znajdują się w dokumentach egipskich i hetyckich z XV w. p.n.e., kiedy uczestniczyli w działaniach pirackich na Cyprze. Jest o nich też mowa, gdy w 1295 p.n.e. walczyli w szeregach Hetytów przeciwko Egipcjanom. Według Homera Licyjczycy pierwsi pojawili się jako sprzymierzeńcy Trojan w wojnie trojańskiej. Wówczas na ich czele stali legendarni herosi Sarpedon i Glaukos.
Od VI w. p.n.e. przynajmniej 20 miast tego małoazjatyckiego regionu związanych było luźną federacją. Wkrótce jednak włączone zostały do imperium perskiego, gdy ok. 546 p.n.e. Cyrus II Wielki opanował zachodnią część Anatolii, atakując główne miasto Licji. Mieszkańcy Ksantos stoczyli wówczas heroiczną walkę z Persami. Mając bardzo niewielu żołnierzy dzielnie stawili czoło potężnej armii Achemenidów. Przed walką rozpalili na akropolu ogień i nakazali swym żonom i dzieciom popełnić samobójstwo, sami wrzucili do ognia cały swój dobytek i wystąpili do walki z Persami, walcząc aż do śmierci. Wojska Achemenidów ostatecznie zdobyły miasto, lecz wyludnione.
Za perskiego panowania w Ksantos osiedlono około 80 rodzin. Achemenidzka okupacja nie była uciążliwa, od Licyjczyków żądano jedynie regularnej daniny, a rządzić pozwolono dotychczasowym dynastom. W trakcie okresu perskiego rozkwit przeżyła licyjska gospodarka, wykuto pierwsze groby w skałach,a do powszechnego użycia wszedł licyjski alfabet.
Podczas wojen grecko-perskich za rządów Kserksesa I Licyjczycy dostarczyli Persom około 50 okrętów. Po zwycięstwie nad Persami, w następnym stuleciu Ateńczycy podejmowali liczne próby skolonizowania korzystnie położonej Licji, ale udało im się utworzyć tylko jedno miasto – Phaselis. Przez krótki czas Licja należała do Ateńskiego Związku Morskiego (Związku Delijskiego).

### Okres hellenistyczny

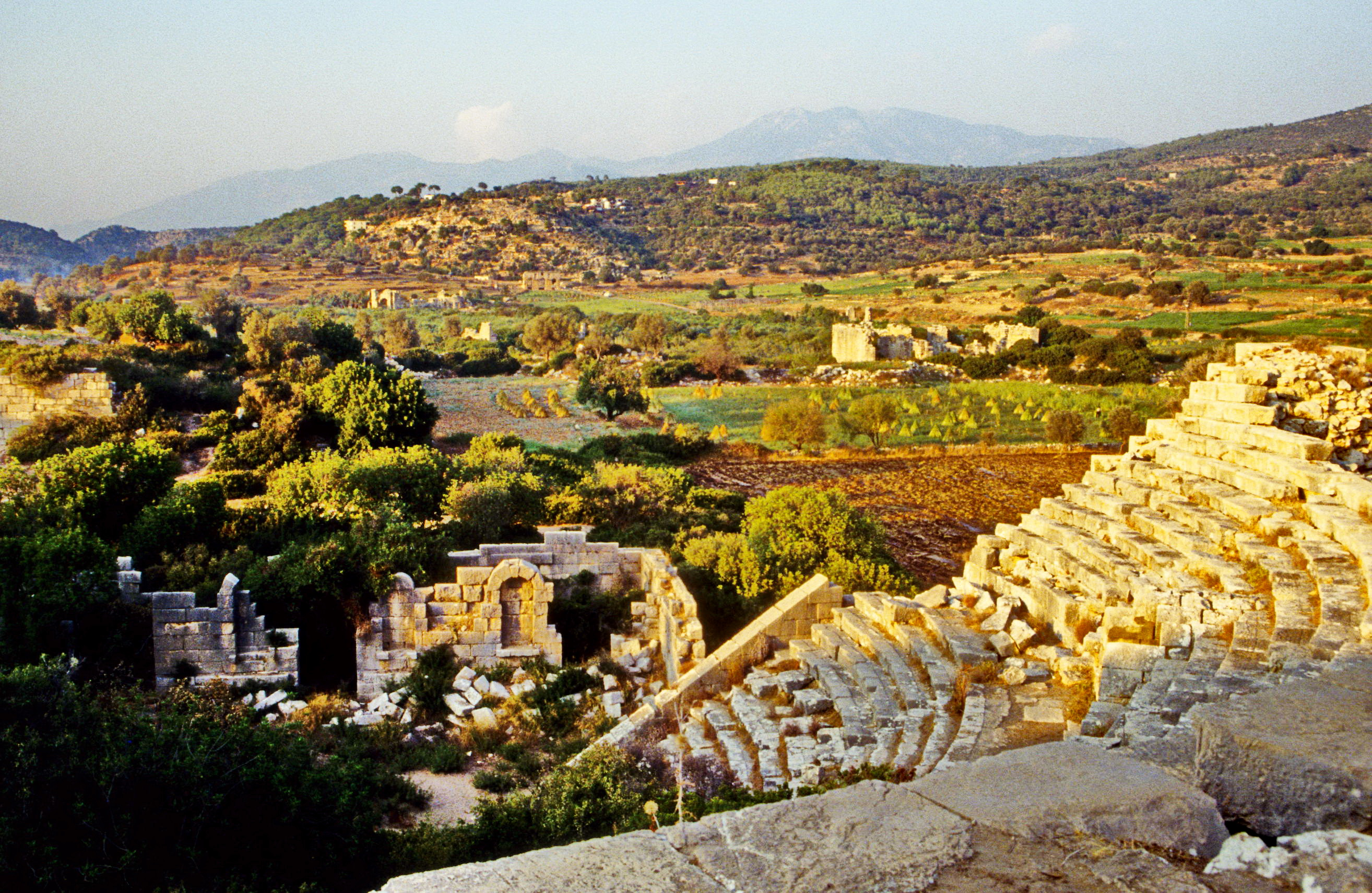
Pole starożytnych ruin w Patarze

Około roku 362 p.n.e. kraina została opanowana przez Mauzolosa, władcę Karii, a następnie w 334 p.n.e. przez Aleksandra Wielkiego, co zapoczątkowało w niej okres hellenistyczny. Później kontrolę nad Licją przejęli egipscy Ptolemeusze. Czasy hellenistyczne przyniosły Licyjczykom istotne zmiany: silne wpływy greckie zaznaczyły się w kulturze i sztuce, a oficjalnym językiem stała się greka, wypierająca powoli język licyjski. Charakterystyczne grobowce w skałach zastąpiono greckimi sarkofagami. W tym czasie wytworzyła się również ostateczna postać Federacji Licyjskiej, ważnej ówcześnie struktury gospodarczo-politycznej.
Federacja Licyjska była pierwszą znaną demokratyczną organizacją państwową w dziejach. Pierwotnie stanowiła wspólnotę miast regionu, a w okresie hellenistycznym składała się z 23 miast proporcjonalnie reprezentowanych w jej radzie. Ksantos, Patara, Pinara, Tlos, Myra i Olympos  (sześć największych) – miały po 3 głosy w radzie. Mniejsze miasta miały po dwa albo jeden głos. Im więcej głosów, tym wyższe były podatki i obciążenia publiczne dla obywateli miasta. Każdej jesieni rada zbierała się w innym mieście i obradowała, wybierając swój skład oraz zespół sędziów. Każdy urzędnik był wybierany z każdego miasta, proporcjonalnie do liczby głosów miasta. Głównym zadaniem rady było decydowanie o wojnie, pokoju  bądź o przymierzach.
Na krótko, w 197 p.n.e., panowanie nad Licją przejął Antioch III Wielki, wkrótce jednak pokonany przez Rzymian pod Magnezją (190 p.n.e.) i w następstwie kraina stała się częścią rzymskiego imperium.

### W sferze wpływów Rzymu

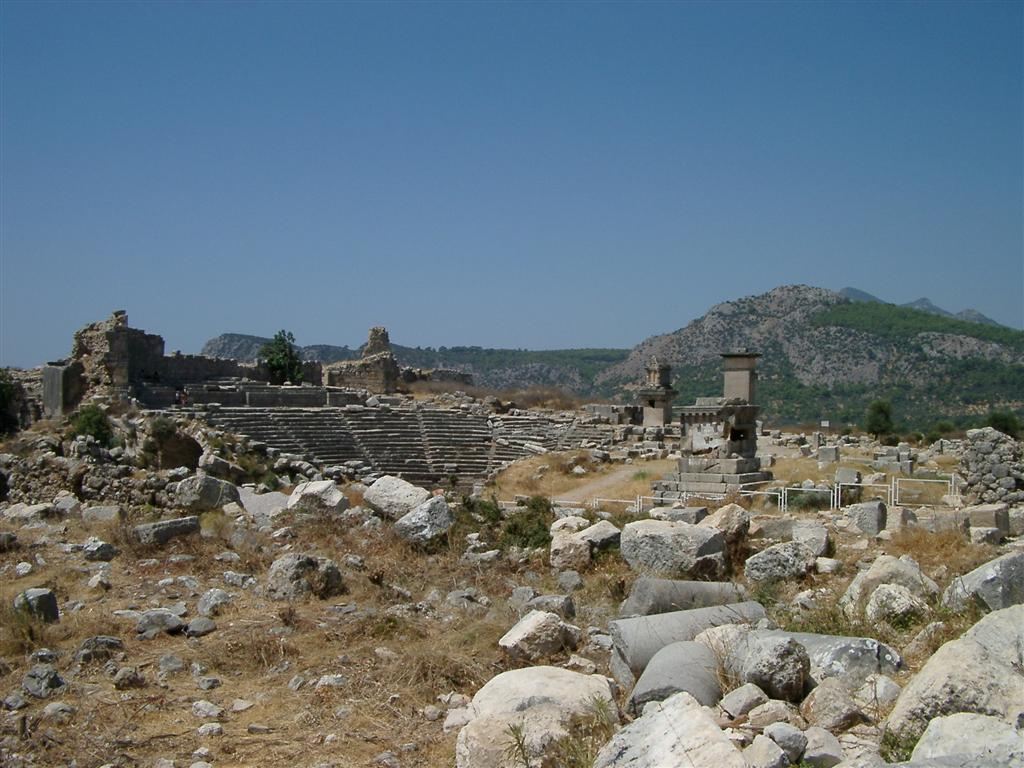
Pole ruin w Ksantos

Po bitwie pod Magnezją Licja została przyłączona do Rodos, które było sprzymierzeńcem Rzymu. Wskutek buntów Licyjczyków, ostatecznie w 167 p.n.e. senat rzymski przyznał autonomię ich miastom.
W 88 roku p.n.e. król Pontu Mitrydates VI Eupator najechał i przejął kontrolę nad zachodnią częścią Azji Mniejszej. Większość miast witała go i jego wojska jako wyzwoliciela spod ciężkiej rzymskiej okupacji. Jednak Licyjczycy nie chcieli poddać się królowi Pontu. Ten, niezadowolony rozpoczął oblężenie, jednak w 84 p.n.e. został pokonany przez rzymskie wojska i był zmuszony do wycofania się z Licji.
Podczas wojen o władzę w Republice Rzymskiej, w 42 roku kontrolę nad miastem Ksantos spróbował przejąć Marek Juniusz Brutus, jednak i tym razem, tak jak ponad 500 lat wcześniej, mieszkańcy woleli popełnić masowe samobójstwo, niż oddać się w ręce Brutusa. Następnie Brutus został pokonany przez rzymskie wojsko Marka Antoniusza, który pozwolił Licyjczykom na niepodległość.
Licja była wówczas jedynym regionem Azji Mniejszej, który utrzymał niepodległość. Następni cesarze nie próbowali zagarnąć Licji, aż do Klaudiusza, który w 43 roku n.e. uczynił z niej prowincję Cesarstwa Rzymskiego i połączył Licję z Pamfilią. W tym czasie Licja została zromanizowana, spadło znaczenie Federacji Licyjskiej, ale czasy rzymskie to również czas bogactwa wielu mieszkańców. Wówczas powstała zdecydowana większość licyjskich zabytków.

### W Cesarstwie Bizantyńskim
W pierwszych wiekach naszej ery na miejscową kulturę licyjską znaczny wpływ wywarło chrześcijaństwo; powstało wówczas wiele kościołów, głównie w stylu bizantyńskim.
Powolny upadek Licji nastąpił do VI wieku, a wcześniej istotny wpływ miało zniszczenie katastrofalnym trzęsieniem ziemi w 241 n.e. O zacofaniu regionu wiele mówi fakt, że zatokowe wybrzeże dopiero w latach 80. XX stulecia połączono siecią publicznych dróg z wnętrzem kraju.

## Wierzenia

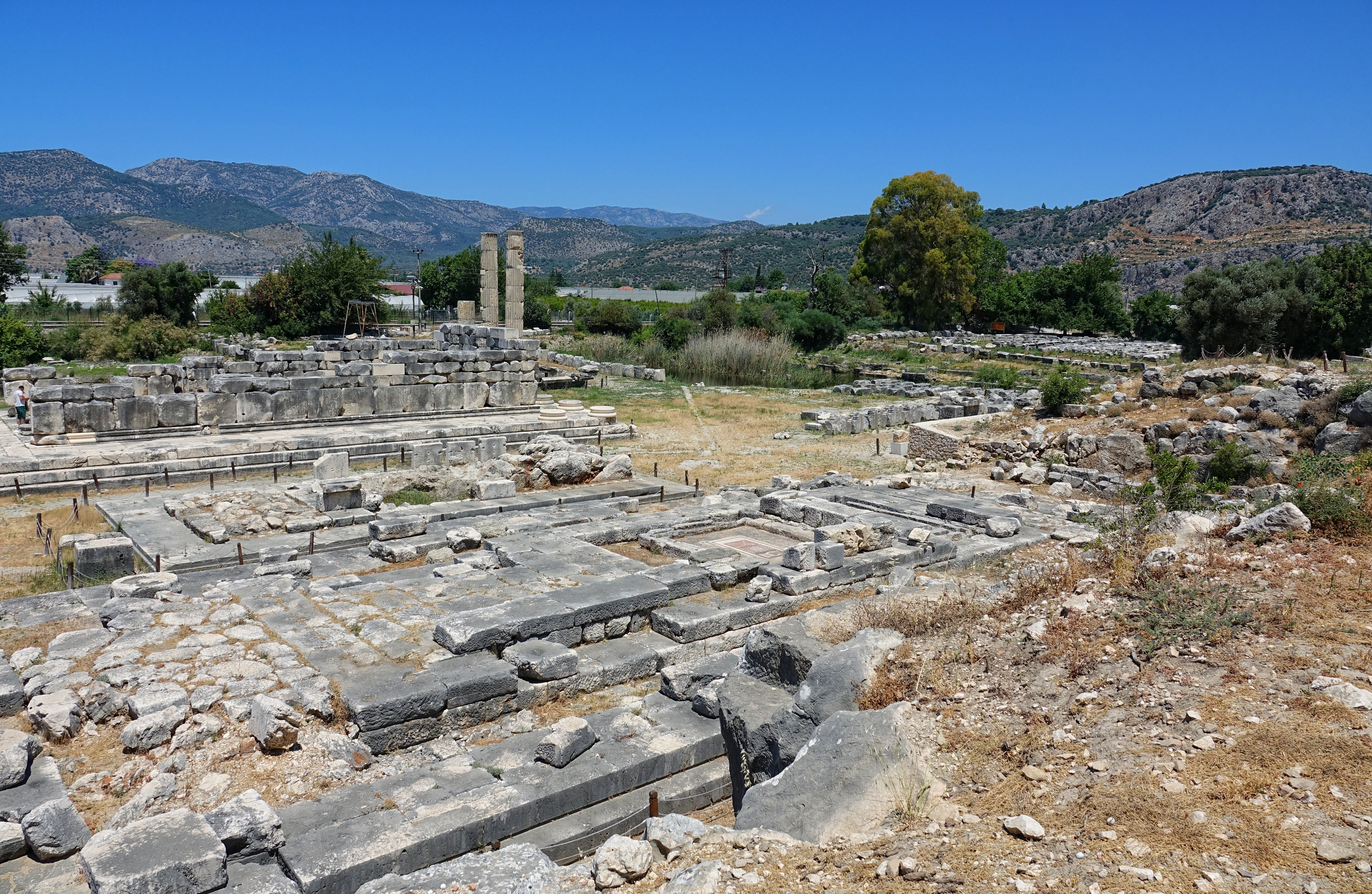
Pozostałości świątyni Latony w Letoon

Za główne bóstwo krainy uważana była Leto, matka Apollina i Artemidy. Zgodnie z mitem stała się ona kochanką Zeusa i poddana prześladowaniom Hery, udała się do licyjskiej Patary, gdzie urodziła dwójkę swych dzieci.
Spośród licyjskich herosów najważniejszym był legendarny Sarpedon, syn Zeusa i Leodamii, założyciel i przywódca Licji. Homer wspomina go jako dzielnego i odważnego  Licyjczyków w wojnie trojańskiej. Wierzono, że został pochowany w Ksantos, dlatego właśnie w Ksantos wybudowano duży kompleks czczący kult Sarpedona. Do innych ważnych bohaterów Licyjczyków należeli Glaukos, kuzyn Sarpedona, dzielny wojownik spod Troi, Pandaros, łucznik, który pod Troją ranił spartańskiego króla Menelaosa, oraz Bellerofont, kolejny mityczny założyciel Licji.
Według jednego z mitów, król Licji Amisodarus hodował mityczną bestię Chimerę.

### Obyczaje pogrzebowe

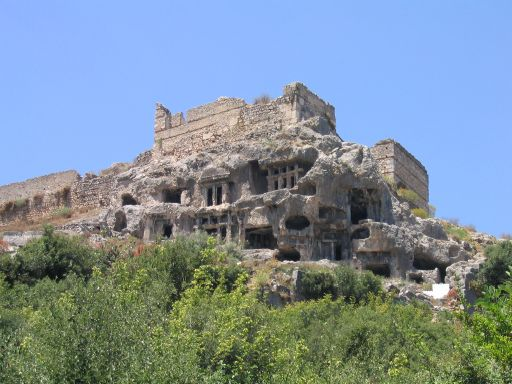
Skalne grobowce licyjskie

Licyjczycy wierzyli, iż po śmierci dusza jest przenoszona do świata pozaziemskiego przez ducha w postaci ptaka, dlatego swe pochówki zwykle umieszczali w miejscach wzniesionych, naturalnych (zbocza urwisk skalnych) bądź sztucznych (filary, postumenty). O tym, że sposób pochówku odgrywał ważną rolę w wierzeniach Licyjczyków, świadczą nie tylko setki wykutych w skałach komór grobowych, lecz i zróżnicowane formy samych grobowców. Wyróżniono cztery zasadnicze ich typy:
1. grobowce typu domu – najbardziej rozpowszechnione, naśladujące okazałą architekturę mieszkalną. Wykuwane w pionowej ścianie skalnej (jak w Tlos czy Myrze), mające od jednej do trzech kondygnacji, ze zdobionymi rzeźbiarsko i malowanymi fasadami, niekiedy z wejściowymi portykami, były miejscem pochówku osób szczególnie zamożnych.
2. grobowce wolnostojące – rzadkie, naśladujące architekturę świątynną, przeznaczone były dla władców i osób wybitnych. Wznoszone zarówno na otwartej przestrzeni (jak np. pomnik Nereid w Ksantos w postaci jońskiej świątyni), jak i budowane w głębokiem wycięciu skalnej wnęki; miały zdobioną fasadę i portyk, w wewnętrznej komorze grobowej znajdowały się ławy dla zmarłych.
3. grobowce filarowe – uważane za typ najstarszy, z kamiennym sarkofagiem umieszczanym na czworokątnym filarze (zawierającym też komorę grobową), nakrytym schodkową płytą i osadzonym na schodkowym cokole (nierzadko wprost na skalnym podłożu), stanowiły miejsce pochówku dla licyjskich elit. Zlokalizowano je tylko w Ksantos (np. tamtejszy pomnik Harpii) i Apollonii.
4. grobowce sarkofagowe – o najprostszej konstrukcji, powstające głównie w czasach rzymskich i przeznaczone dla mniej zamożnych, miały kształt domu z dwuspadowym dachem, posadowionym na schodkowym cokole. Mieszczono w nim dolną komorę grobową, zwaną hyposorion, nakrytą zaoblonym wiekiem wyposażonym w belkowanie dla jego unoszenia; w okresie 500-300 p.n.e. powstawały bardziej wyszukane sarkofagi „siodłowe”[2].